# Flèche wallonne 1972
La Flèche wallonne 1972, 36e édition de la course, a lieu le 23 avril 1972 sur un parcours de 249 km. La victoire revient au sprint au Belge Eddy Merckx, qui a terminé la course en 6 h 25 min 00 s, devant le Français et éternel rival Raymond Poulidor et le Belge Willy Van Neste.
Sur la ligne d’arrivée à Marcinelle, 55 des 132 coureurs au départ à Verviers ont terminé la course.

## Classement final
| #  | Coureur                | Équipe                 |    | Temps           |
| -- | ---------------------- | ---------------------- | -- | --------------- |
| 1  | Eddy Merckx            | Molteni                | en | 6 h 25 min 00 s |
| 2  | Raymond Poulidor       | Gan-Mercier-Hutchinson | +  | 0 s             |
| 3  | Willy Van Neste        | Beaulieu-Flandria      |    | 0 s             |
| 4  | Gilbert Bellone        | Rokado                 |    | 0 s             |
| 5  | Georges Pintens        | Van Cauter-Magniflex   |    | 0 s             |
| 6  | Alain Santy            | Bic                    |    | 0 s             |
| 7  | Gustaaf Van Roosbroeck | Watney-Avia            |    | 0 s             |
| 8  | Wim Schepers           | Rokado                 |    | 0 s             |
| 9  | Leif Mortensen         | Bic                    |    | 0 s             |
| 10 | Roger Swerts           | Molteni                |    | 0 s             |